# 聯益鄉
聯益鄉是香港大埔區歷史中繼大埔七約成立後，另組而成的聚落單位。大埔區在清末期間，原有鄉村八十多條。在光緒十八年 (1892)，大埔區各鄉共組七約，創立太和市，但是大埔七約的粉嶺約是在北區，而區內亦有部分鄉村沒有加入七約組織。因此，其中以大埔頭鄧氏為首的村落，另組了聯益鄉，包括有：大埔舊墟、大埔頭、水圍、錦山、大窩、石鼓壟、梅樹坑、元嶺李屋、元嶺葉屋、九龍坑、 伴涌新村、運頭塘、魚角、布心排、坪山仔及未列入原居民村的新圍仔、馬窩、陶子峴、運頭角、元洲仔和三門仔。